# Weingut Mehling
Das Weingut Mehling im pfälzischen Deidesheim ist ein Vierseithof, der ein Weingut beherbergt. Er liegt im historischen Stadtkern Deidesheims an der Deutschen Weinstraße und gilt nach dem Denkmalschutzgesetz des Landes Rheinland-Pfalz als Kulturdenkmal.
Das Wohnhaus des Anwesens ist ein zweigeschossiger, spätbarocker Putzbau. Es hat einen L-förmigen Grundriss und stammt aus dem 18. Jahrhundert. Das Satteldach, das mit Biberschwänzen gedeckt ist, stammt ebenfalls aus dieser Zeit, genauso wie die Nebengebäude; diese sind zwischenzeitlich baulich verändert worden. Das Anwesen ist in seiner Gestalt typisch für solche des Spätbarock.
In dem Gebäude befand sich früher das Weingut Stadler, danach das Weingut Kramer. Seit 1952 hat hier das Weingut Mehling seinen Sitz.